# ياناس (جرندة)
بلدية ياناس (بالإسبانية: Llanás) هي بلدية تقع في مقاطعة جرندة التابعة لمنطقة كتالونيا شمال شرق إسبانيا.

## الديموغرافيا
بلغ عدد سكان بلدية ياناس 561 نسمة عام 2011 (وفقاً للمعهد الوطني الإسباني للإحصاء).
| 448 | 475 | 529 | 546 | 569 | 584 | 561 |